# Pakistan na Letnich Igrzyskach Olimpijskich 1992
Pakistan na Letnich Igrzyskach Olimpijskich 1992 reprezentowało 27 zawodników (sami mężczyźni). Był to 11 start reprezentacji Pakistanu na letnich igrzyskach olimpijskich.

## Zdobyte medale
| Medal | Zawodnik | Dyscyplina      | Konkurencja      | Rezultat                                             |
| ----- | --- | --------------- | ---------------- | ---------------------------------------------------- |
| Brąz  | Shahid Ali Khan, Mujahid Ali Rana, Khalid Bashir, Anjum Saeed, Farhat Hassan Khan, Khawaja Junaid, Muhammad Qamar Ibrahim, Tahir Zaman, Akhlaq Ahmed, Shahbaz Ahmed, Wasim Feroz, Manzoor Ahmed, Muhammad Khalid, Asif Bajwa, Musaddiq Hussain, Muhammad Shahbaz | hokej na trawie | turniej mężczyzn | w meczu o brązowy medal pokonali zespół Holandii 4:3 |

## Skład kadry

### Boks
Mężczyźni
- Hussain Arshad waga lekka do 60 kg - 17. miejsce,
- Shah Khyber waga półśrednia do 67 kg - 17. miejsce,
- Abrar Hussain Syed waga lekkośrednia do 71 kg - 17. miejsce,
- Asghar Muhammad waga półciężka do 81 kg - 9. miejsce,

### Hokej na trawie
Mężczyźni
- Shahid Ali Khan, Mujahid Ali Rana, Khalid Bashir, Anjum Saeed, Farhat Hassan Khan, Khawaja Junaid, Muhammad Qamar Ibrahim, Tahir Zaman, Akhlaq Ahmed, Shahbaz Ahmed, Wasim Feroz, Manzoor Ahmed, Muhammad Khalid, Asif Bajwa, Musaddiq Hussain, Muhammad Shahbaz - 3. miejsce,

### Lekkoatletyka
Mężczyźni
- Hussain Arif

bieg na 100 m - odpadł w eliminacjach,
bieg na 200 m - odpadł w eliminacjach,
- Nadir Khan - bieg na 1500 m - odpadł w eliminacjach,
- Ghulam Abbas - bieg na 400 m przez płotki - odpadł w eliminacjach,
- Banarus Muhammad Khan - trójskok - 41. miejsce,

### Zapasy
Mężczyźni
- Ahmed Naseer - styl wolny waga do 57 kg - odpadł w eliminacjach,

### Żeglarstwo
- Javed Rasool, Mamoon Sadiq - klasa 470 mężczyźni - 36. miejsce,